# RVV LMO
RVV L.M.O. is een Nederlandse amateurvoetbalclub uit Rotterdam (Zuid), opgericht in 1937. De club heeft een zaterdag- en een zondagafdeling. Het eerste zaterdagelftal speelt in de Vierde klasse (2020/21). Het eerste zondagelftal kwam in het seizoen 2014/15 voor het laatst uit in de Derde klasse.
De club speelt op het eigen sportterrein aan de Smeetslandseweg in de Rotterdamse deelgemeente IJsselmonde.

## Geschiedenis
De voetbalvereniging L.M.O. is opgericht op zaterdag 1 mei 1937 in het sigarenmagazijn van de heer Kloppers in de Gouwstraat in Charlois. Bij oprichting luide de naam Strangs Penny Points Boys, afgekort S.P.P.B. De Strangs Penny Points was een uit Engeland geïmporteerde loterij. De directie van deze loterij heeft de club elf blauwe shirts met witte mouwen geschonken, tot op heden de clubkleuren van L.M.O. In augustus 1939 werd met één elftal ingeschreven bij de Rotterdamse Voetbal Bond onder de nieuw gekozen naam Linker Maas Oever.
L.M.O. speelde haar thuiswedstrijden aan de Sluisjesdijk. In de oorlogsjaren moest dit veld verlaten worden en vond de club onderdak aan de Carnissesingel, bij Spartaan'20. Door groei van de vereniging werd het onderkomen bij daar te klein en verhuisde L.M.O. naar de Schulpweg. Sinds 1967 heeft L.M.O. haar accommodatie aan de Smeetslandseweg.
Het terrein heeft in de afgelopen jaren een grootscheepse opknapbeurt gehad. L.M.O. heeft de beschikking gekregen over een kunstgrasveld en een grassmasterveld, een mengsel van gras en kunstgras. Beide velden beschikken over een lichtinstallatie. Daarnaast beschikt L.M.O. over een geasfalteerd boardingveld.

## Competitieresultaten 2013–heden (zaterdag)
| 10 4E |

| 4 4E |

| 6 4E |

| 9 4F |

| 8 4E |

| 8 4E |

| 7 4E |

| 1* 4G |

| 10* 3D |

| 2 3D |

| 5 3D |

| 8 3C |

- = Dit seizoen werd stopgezet vanwege de uitbraak van het coronavirus. Er werd voor dit seizoen geen officiële eindstand vastgesteld.

| Tweede divisie | Derde divisie | Vierde divisie | Eerste klasse |
| Tweede klasse  | Derde klasse  | Vierde klasse  | Vijfde klasse |

## Competitieresultaten 1957–2015 (zondag)
| 2 4H |

| 5 4? |

| 6 4G |

| 10 4G |

| 4 4H |

| 5 4G |

| 1 4H |

| 2 3D |

| 9 3D |

| 9 3C |

| 12 3D |

| 4 4F |

| 5 4G |

| 4 4H |

| 7 4H |

| 6 4G |

| 8 4F |

| 6 4G |

| 10 4F |

| 5 4G |

| 8 4F |

| 11 4F |

| 12 4E |

|  |

|  |

|  |

| 1 4H |

| 8 3D |

| 8 3D |

| 1 3B |

| 7 2B |

| 8 2B |

| 11 2B |

| 6 3D |

| 7 3D |

| 10 3C |

| 1 4F |

| 2 3C |

| 11 2B |

| 3 3C |

| 2 3D |

| 3 3D |

| 5 3C |

| 4 3C |

| 7 3C |

| 10 3D |

| 2 4G |

| 4 4G |

| 1 4H |

| 11 3D |

| 5 4F |

| 6 4F |

| 5 4E |

| 1 4G |

| 4 3D |

| 9 3D |

| 5 3D |

| 6 3D |

| 11 3D |

| Tweede klasse | Derde klasse | Vierde klasse |

In elke staaf van de grafiek staat van boven naar beneden vermeld: 
- Eindnotering

Dit is de positie die de club heeft bereikt in de competitie, zonder eventuele beslissings-, play-off- of nacompetitiewedstrijden die nodig zijn geweest om bijvoorbeeld de kampioen van de competitie te bepalen.
Indien een * achter het getal staat is de notering een tussenstand en kan het zijn dat de notering niet overeenkomt met de uiteindelijke eindstand van de competitie.
Staat er een - dan is het seizoen nog bezig en is er geen definitieve uitslag bekend.
Staat er xx op de positie van de notering, dan heeft de club vroegtijdig de competitie verlaten. Dit kan onder andere komen door terugtrekking van het team, faillissement van de club of door een uitgedeelde straf van de KNVB. In veel gevallen staat elders in het artikel de reden vermeld.
Staat er een ? dan is het resultaat uit het verleden onbekend, en is alleen de competitie of het niveau bekend van dat seizoen.
In de seizoenen 2019/20 en 2020/21 werd wegens de coronacrisis het amateurvoetbal afgebroken. Daardoor kennen deze staven geen eindklassering (middels -- weergegeven).
- Competitieniveau en afdelingsletter of Officiële eindstand Eredivisie
  - Competitieniveau en afdelingsletter

Hierbij geeft het getal het niveau weer, dat ook terug te vinden is in de legenda. De letter is de afdelingsaanduiding en wordt gebruikt wanneer er meer afdelingen zijn op hetzelfde niveau. De afdelingsletter is altijd een hoofdletter en wordt meestal zonder nummer gebruikt.
Voorbeeld: 2F is niveau 2e klasse competitie F.
Het competitieniveau en nummer wordt niet vermeld wanneer er slechts één competitie van dit niveau was.
  - Officiële eindstand Eredivisie (getal staat tussen haakjes vermeld)

Sinds de introductie van play-offwedstrijden voor Europees voetbal na afloop van de reguliere competitie in 2005/06, is de KNVB verplicht een eindstand van de Eredivisie door te geven aan de UEFA aan de hand van deze play-offwedstrijden.
Bij deze eindstand staan clubs die zich hebben gekwalificeerd voor Europees voetbal hoger dan clubs die zich niet wisten te kwalificeren. Indien er geen verschil was tussen de eindnotering en de officiële eindstand, staat dit getal niet vermeld.

- Onderafdeling

Hier staat afgekort de naam van de onderafdeling indien de club in dat jaar in een onderafdeling uitkwam. Tevens staat deze afkorting in de legenda en wordt gelinkt naar het artikel over deze onderafdeling. Deze afkorting wordt alleen vermeld wanneer de club in het verleden in verschillende onderafdelingen heeft gespeeld. Deze vermelding is in de staaf altijd in kleine letters. Deze onderafdelingen zijn na het seizoen 1995/96 afgeschaft. Heeft de club in slechts één onderafdeling gespeeld, dan is dit alleen terug te vinden in de legenda.
Onder de staaf staat het jaartal vermeld waarin het seizoen is afgesloten. 15 verwijst naar het seizoen 2014/15 of eventueel het seizoen 1914/15.
Wanneer een staaf leeg is, zijn deze gegevens niet bekend. Het kan ook zijn dat de club dat seizoen niet heeft meegespeeld op het hogere amateurniveau, vroegtijdig de competitie heeft verlaten of uit de competitie is gezet.

In het seizoen 1944/45 was er wegens de Tweede Wereldoorlog geen regulier competitievoetbal.

## Bekende (oud-)Spelers
- Brayton Biekman
- Giovanni van Bronckhorst (1981–82)
- Patrick Dumee (1984–87)
- Robin Hofman
- Piet de Kant
- Raymond de Waard